# Organe de Stewart

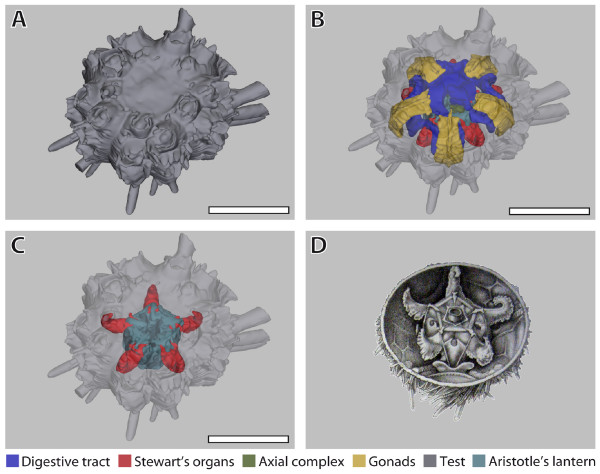
Mise en évidence des organes de Stewart d'un Eucidaris metularia, en rouge.

L’Organe de Stewart est le nom donné par les biologistes à l'appareil respiratoire de certains oursins primitifs des ordres des Echinothurioida et Cidaroida.

## Description
L'organe de Stewart est un organe interne entourant la lanterne d'Aristote, de forme buissonnante (comme souvent les organes respiratoires, de manière à augmenter la surface d'échange). À l'instar de la plupart des organes des échinodermes, il est divisé en 5 parties marquées par une symétrie centrale rayonnante. 
Cet organe a été découvert par Stewart en 1879, redécrit par Henri Prouho en 1888 et sa fonction définitivement démontrée par De Ridder en 1988. 
Chez les autres oursins (Euechinoidea) cet organe a régressé, remplacé par des branchies péristomiales. 